# Comuna Vodeano-Lorîne, Ielaneț
Vodeano-Lorîne (în ucraineană Водяно-Лорине) este o comună în raionul Ielaneț, regiunea Mîkolaiiv, Ucraina, formată din satele Novomîkolaiivka, Semenivka și Vodeano-Lorîne (reședința).

## Demografie
Componența lingvistică a comunei Vodeano-Lorîne
     Ucraineană (97,59%)
     Română (1,21%)
     Alte limbi (1,07%)
Conform recensământului din 2001, majoritatea populației comunei Vodeano-Lorîne era vorbitoare de ucraineană (97,59%), existând în minoritate și vorbitori de română (1,21%).